# .tl
.tl — в Інтернеті, національний домен верхнього рівня (ccTLD) для Східного Тимору.